# Dans le bas-quartier de Yokocho
Pour plus de détails, voir Fiche technique et Distribution.
Dans le bas-quartier de Yokocho (もぐら横丁, Mogura Yokochō) est un film japonais de Hiroshi Shimizu sorti en 1953 et adapté d'un roman de Kazuo Ozaki.

## Synopsis
Kazuo Ogata est écrivain mais malgré ses efforts, il ne parvient pas à vivre de son métier. Sa jeune femme Yoshie supporte avec une indéfectible bonne humeur la pauvreté et les privations. Le couple vit dans une pension mais lorsqu'un nouveau propriétaire arrive, ils doivent se résoudre à partir. Pour ne pas se retrouver à la rue, Kazuo fait entrer sa femme enceinte dans une clinique deux mois avant la date prévue de son accouchement. Une fille nait et Kazuo trouve une occasion de quitter la clinique en allant habiter chez Ban, un ami, dans le quartier de Yokocho.

## Fiche technique

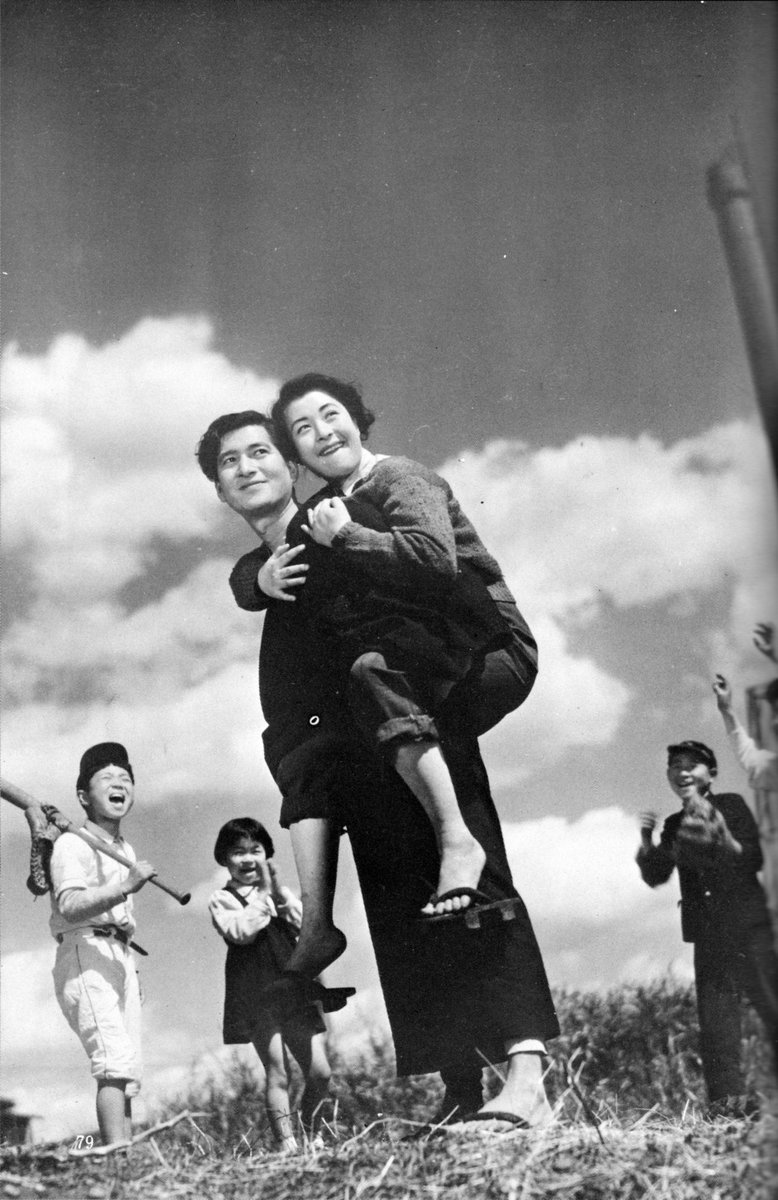
Shūji Sano et Yukiko Shimazaki

- Titre français : Dans le bas-quartier de Yokocho[1]
- Titre français alternatif : Dans les bas-quartiers de Yokocho[2]
- Titre original : もぐら横丁 (Mogura Yokochō?)
- Réalisation : Hiroshi Shimizu
- Scénario : Kōzaburō Yoshimura et Hiroshi Shimizu d'après un roman de Kazuo Ozaki
- Photographie : Hiroshi Suzuki
- Montage : Hidetoshi Kasama
- Musique : Hideo Ozawa et Seitarō Ōmori
- Direction artistique : Seiichi Toriizuka
- Producteur : Manzo Shibata
- Sociétés de production : Shintōhō
- Pays d'origine :  Japon
- Langue originale : japonais
- Format : noir et blanc — 1,37:1 — 35 mm — son mono
- Genre : drame
- Durée : 97 minutes[3] (métrage : onze bobines - 2 650 m[3])
- Date de sortie :
  - Japon : 7 mai 1953[3]

## Distribution
- Shūji Sano : Kazuo Ogata
- Yukiko Shimazaki : Yoshie Ogata
- Hisaya Morishige : Deoka
- Yoshirō Katagiri : Teizō Nonomiya
- Takashi Wada : Ban
- Jūkichi Uno : le propriétaire de la pension
- Shigeru Amachi
- Minoru Chiaki
- Haruo Tanaka

## Commentaire
Dans le bas-quartier de Yokocho est l'histoire d'un couple confronté à la précarité, traitée avec sensibilité et douceur par Hiroshi Shimizu.